# امباریکورانو
امباریکورانو (به لاتین: Ambarikorano) یک سکونتگاه مسکونی در ماداگاسکار است که در سوفیا (ماداگاسکار) واقع شده‌است.

## خصوصیات
امباریکورانو ۹٬۰۰۰ نفر جمعیت دارد و ۳۵۶ متر بالاتر از سطح دریا واقع شده‌است.